# Veľké Revištia
Veľké Revištia ist eine Gemeinde im äußersten Osten der Slowakei mit 493 Einwohnern (Stand 31. Dezember 2024), die zum Okres Sobrance, einem Kreis des Košický kraj, gehört.

## Geographie
Die Gemeinde befindet sich im Osten des Ostslowakischen Tieflands, zwischen dem Stausee Zemplínska šírava und den Teichen von Senné (slowakisch Senianske rybníky) und östlich des Flusses Čierna voda. Das Ortszentrum liegt auf einer Höhe von 112 m n.m. und ist siebeneinhalb Kilometer von Sobrance entfernt.
Nachbargemeinden sind Závadka im Nordwesten und Norden, Fekišovce im Norden, Úbrež und Ruskovce im Nordosten, Nižná Rybnica im Osten, Bunkovce im Südosten und Süden und Blatné Revištia im Südwesten und Westen.

## Geschichte
Die heutige Gemeinde entstand 1964 durch Zusammenschluss der Orte Vyšné Revištia (bis 1927 slowakisch Vyšné Revište; ungarisch Felsőrőcse – bis 1907 Felsőreviscse) und Gajdoš (ungarisch Kisgajdos – bis 1907 Gajdos). Beide Teilorte sind zur Katastralgemeinde Veľké Revištia verschmolzen.
Der Ortsteil Vyšné Revištia wurde zum ersten Mal 1335 als Kethfelsevriche schriftlich erwähnt, weitere historische Bezeichnungen sind unter anderen Naghrewyche (1449) und Horní Rewisste (1808). Das Dorf war Teil des Herrschaftsgebiets von Großmichel und Jasenov. Später, bis in das 20. Jahrhundert hinein, stammten die Gutsherren aus der Familie Sztáray. 1427 wurden 11 Porta verzeichnet, 1715 gab es vier Untertanen-Haushalte. 1828 zählte man 40 Häuser und 370 Einwohner, die als Landwirte tätig waren.
Gajdoš tauchte erstmals 1427 als Gaydoch auf und hatte im selben Jahr acht Porta. 1715 gab es einen Haushalt, 1828 zählte man 17 Häuser und 107 Einwohner, die als Gärtner, Viehzüchter und Waldarbeiter tätig waren.
Bis 1918/1919 gehörten die im Komitat Ung liegenden Orte zum Königreich Ungarn und kamen danach zur Tschechoslowakei beziehungsweise heute Slowakei. Auch in der Zeit der ersten tschechoslowakischen Republik verblieben die Einwohner in beiden Orten bei traditionellen Einnahmequellen. Nach dem Zweiten Weltkrieg wurden die örtlichen Einheitlichen landwirtschaftlichen Genossenschaften (Abk. JRD) 1957 gegründet und 1960 in das Staatsgut eingegliedert, ein Teil der Einwohner pendelte zur Arbeit in Betriebe im damaligen Okres Michalovce und anderswo.

## Bevölkerung
| Jahr                | 1994 | 2004    | 2014    | 2024    |
| ------------------- | ---- | ------- | ------- | ------- |
| Anzahl der Personen | 575  | 536     | 522     | 493     |
| Unterschied         |      | −6,78 % | −2,61 % | −5,55 % |

| Jahr                | 2023 | 2024    |
| ------------------- | ---- | ------- |
| Anzahl der Personen | 487  | 493     |
| Unterschied         |      | +1,23 % |

Nach der Volkszählung 2011 wohnten in Veľké Revištia 550 Einwohner, davon 501 Slowaken sowie jeweils zwei Roma und Tschechen. 45 Einwohner machten keine Angabe zur Ethnie.
259 Einwohner bekannten sich zur römisch-katholischen Kirche, 91 Einwohner zur griechisch-katholischen Kirche, 71 Einwohner zur reformierten Kirche, 33 Einwohner zur orthodoxen Kirche, acht Einwohner zur Evangelischen Kirche A. B. und zwei Einwohner zu den Zeugen Jehovas. Ein Einwohner bekannte sich zu einer anderen Konfession, 21 Einwohner waren konfessionslos und bei 64 Einwohnern wurde die Konfession nicht ermittelt.

## Bauwerke
- reformierte (calvinistische) Kirche im barock-klassizistischen Stil aus den Jahren 1843–1844[6]
- Landsitz im neoklassizistischen Stil aus dem späten 19. Jahrhundert

## Verkehr
In Veľké Revištia treffen sich die Cesta III. triedy 3743 (Jovsa–Kristy, „Straße 3. Ordnung“) mit der Cesta III. triedy 3792 (Remetské Hámre–Veľké Revištia), während die Cesta I. triedy 19 („Straße 1. Ordnung“) zwischen Michalovce und Sobrance nördlich an beiden Teilorten vorbeiführt.